# Rudolf Rauchenstein
Rudolf Rauchenstein (* 2. Mai 1798 in Brugg; † 3. Januar 1879 in Aarau) war ein Schweizer Philologe, Pädagoge, Redakteur und Politiker.

## Biografie
Rudolf Rauchenstein wurde als Sohn eines Messerschmieds in Brugg geboren. Nach dem Besuch der Lateinschule in Brugg und der Akademie in Bern (der Vorgängerinstitution der Universität Bern) studierte er in Breslau Klassische Philologie. 1820 wurde er zunächst Lehrer in Hofwil an der von Philipp Emanuel von Fellenberg geleiteten Schule. Ab 1822 wirkte er während 44 Jahren als Professor der lateinischen und griechischen Sprache an der Kantonsschule Aarau. Seine Schüler waren u. a. Augustin Keller, Emil Welti, Eduard Dössekel und Hans Herzog.
Während insgesamt 23 Jahren bekleidete er das Amt des Rektors. Als begabter, in der Schweiz und Deutschland angesehener Gräzist, befasste er sich in zahlreichen Veröffentlichungen vor allem mit Pindar, den Tragikern und dem attischen Rednern. Rauchenstein war nebenamtlich ab 1828 als Mitarbeiter, ab 1832 als Redakteur für die Aargauer Zeitung tätig.
Rauchenstein war von 1831 bis 1841 als leidenschaftlicher Liberalkonservativer Mitglied des Grossen Rats des Kantons Aargau. Trotz seiner Sympathie gegenüber dem katholischen Volksteil stimmte Rauchenstein 1841 für die Klosteraufhebung. Rauchenstein erhielt 1843 von der Universität Basel für seine wissenschaftlichen Verdienste den Titel eines Doktors der Philosophie.
Rauchenstein erlag am 3. Januar 1879 einem Schlaganfall.

## Werke (Auswahl)
Als begabter, in der Schweiz und Deutschland angesehener Gräzist, veröffentlichte vor allem Arbeiten zu den Attischen Rednern, zu Pindar und zu den Griechischen Tragödien. Weitere Werke beschäftigen sich mit dem Unterricht (besonders der klassischen Sprachen) an Gymnasien.
- De orationum Olynthiarum ordine, Leipzig, 1821 (Digitalisat)
- Bemerkungen über den Werth der Alterthumsstudien auf Gymnasien und höheren Schulanstalten, 1825
- Über Aulus Gabinius, 1826
- Observationes in Demosthenis orationem de Corona, 1829
- De tempore, quo Aeschinis et Demosthenis orationes Ctesiphonteae habitae sint commentatio, 1835
- Zur Einleitung in Pindar’s Siegeslieder, Aarau 1843 (Digitalisat)
- Emendationes in Pindarum, 1844
- Annotationes in Pindari Olympia, 1845
- Zu den Eumeniden des Aeschylus, Aarau 1846 (Digitalisat)
- Die Alkestis des Euripides, als besondere Gattung des griechischen Drama, 1847
- Ausgewählte Reden des Lysias. Erklärt von Dr. R. Rauchenstein, Berlin 1848 (Digitalisat der 2. Auflage 1855)
- Ausgewählte Reden des Isokrates, Panegyricus und Areopagiticus. Erklärt von Dr. R. Rauchenstein. Berlin: Weidmann, 1849 (18552; 18643; 18744; 18825 besorgt von Karl Reinhardt; 19086 besorgt von Karl Münscher)
- Die Zeitgemäßheit der alten Sprachen in unsern Gymnasien, 1850
- Emendationes in Aeschyli Eumenides, 1855
- Emendationes in Aeschyli Agamemnonem, Aarau 1858 (Digitalisat)
- Disputatio de locis aliquot Euripidis Iphigeniae Tauricae, 1860
- Winkelried’s That bei Sempach ist keine Fabel, Aarau 1861 (Digitalisat)